# ريبيكا بيترسون
ريبيكا بيترسون (بالسويدية: Rebecca Peterson)‏ هي لاعب كرة مضرب سويدية، ولدت في 6 أغسطس 1995 في ستوكهولم في السويد.

## وصلات خارجية
- ريبيكا بيترسون على موقع رابطة محترفات التنس (الإنجليزية)
- ريبيكا بيترسون على موقع الاتحاد الدولي لكرة المضرب (الإنجليزية)
- ريبيكا بيترسون على موقع كأس بيلي جين كينغ (الإنجليزية)
- ريبيكا بيترسون على موقع بطولة ويمبلدون (الإنجليزية)
- ريبيكا بيترسون على موقع خلاصة التنس.كوم (الإنجليزية)
- ريبيكا بيترسون على موقع إي إس بي إن.كوم (الإنجليزية)
- ريبيكا بيترسون على موقع أوليمبيديا (الإنجليزية)
- ريبيكا بيترسون على موقع اللجنة الأولمبية السويدية (السويدية)